# Threshold (HammerFall)
Threshold è il sesto album della band power metal HammerFall, pubblicato dalla Nuclear Blast il 31 ottobre 2006.

## Tracce
1. Threshold
2. The Fire Burns Forever
3. Rebel Inside
4. Natural High
5. Dark Wings, Dark Words
6. Howlin' with the Pac
7. Shadow Empire
8. Carved in Stone
9. Reign of the Hammer
10. Genocide
11. Titan

## Formazione
- Joacim Cans - voce
- Oscar Dronjak - chitarra, cori, tastiera
- Stefan Elmgren - chitarra
- Magnus Rosén - basso
- Anders Johansson - batteria